# Naval Vessel Register
Il Naval Vessel Register (NVR, traducibile in italiano come "registro del naviglio militare") è l'inventario ufficiale delle navi da guerra e da supporto (come ad esempio rimorchiatori o navi cisterna) di proprietà o in custodia dell'United States Navy, la marina militare degli Stati Uniti d'America. Il registro include anche le navi rimosse dal registro stesso (spesso qualificate come in avaria – stricken – o demolite – struck) ma non ancora autorizzate ad essere vendute, trasferite invece ad altri organi governativi o simili. In generale non sono incluse le navi entrate in servizio prima del 1987, ma è in corso un'operazione di aggiornamento per ovviare al problema.
Le origini dell'NVR risalgono agli anni 1880, come risultato di un'evoluzione di numerose precedenti pubblicazioni. Nel 1911 il Bureau of Construction and Repair pubblicò uno Ships Data US Naval Vessel, diventato poi nel 1952, con il Bureau of Ships, lo Ships Data Book (database delle navi), che a sua volta venne aggregato al Vessel Register (edito per la prima nel 1942, rinominato poi Naval Vessel Register) del Bureau of Ordnance nel 1959.
L'NVR è curato e pubblicato dal 1962 dal Naval Sea Systems Command Shipbuilding Support Office (NAVSHIPSO); il Congresso degli Stati Uniti d'America lo ha inserito nell'United States Code, paragrafi 7304 e 7308. La sua struttura è regolata dall'United States Navy Regulations, articolo n° 406 del 14 settembre 1990.
I vascelli compaiono nel registro una volta che gli sono assegnate classificazione e hull number e quando la loro costruzione è autorizzata dal Presidente degli Stati Uniti d'America, o quando il capo delle operazioni navali (Chief of Naval Operations) ne richiede l'eliminazione o il reintegro così come disposto dal segretario della marina. Una volta schedate, le navi rimangono nell'NVR per tutta la loro vita, fino a quando non vengono eliminate del tutto dai ranghi. Molte navi eliminate dall'NVR vengono trasferite alla Navy Inactive Fleet o all'United States Maritime Administration (MARAD) per essere poi inquadrate nella National Defense Reserve Fleet; qualcuna di esse continua a svolgere limitate operazioni con la Ready Reserve Fleet.
L'NVR è aggiornato con cadenza settimanale ed è accessibile anche online. Ogni anno vengono processati più di 6.500 pacchetti di dati, tutti corredati da documenti ufficiali, riguardanti navi in servizio, in costruzione, convertite a scopi diversi da quello originario, vendute, date in prestito, o assegnate al Military Sealift Command. Alcune delle informazioni date ad ogni imbarcazione sono la classe di appartenenza, l'unità di cui è parte, il nome, l'età e il costruttore.